# Grantham Town FC
Grantham Town FC (celým názvem: Grantham Town Football Club) je anglický fotbalový klub, který sídlí ve městě Grantham v nemetropolitním hrabství Lincolnshire. Založen byl v roce 1874 pod názvem Grantham FC. Od sezóny 2012/13 hraje v Northern Premier League Premier Division (7. nejvyšší soutěž). Klubové barvy jsou černá a bílá.
Své domácí zápasy odehrává na stadionu South Kesteven Sports Stadium s kapacitou 7 500 diváků.

## Historické názvy
Zdroj: 
- 1874 – Grantham FC (Grantham Football Club)
- 1987 – Grantham Town FC (Grantham Town Football Club)

## Získané trofeje
- Lincolnshire Senior Cup ( 3× )
  - 1884/85, 1971/72, 1982/83

## Úspěchy v domácích pohárech
Zdroj: 
- FA Cup
  - 3. kolo: 1883/84, 1886/87, 1973/74
- FA Trophy
  - Čtvrtfinále: 1971/72, 1997/98

## Umístění v jednotlivých sezonách
Stručný přehled
Zdroj: 
- 1892–1893: Midland Football Alliance
- 1925–1972: Midland Football League
- 1972–1973: Southern Football League (Division One North)
- 1973–1978: Southern Football League (Premier Division)
- 1978–1979: Southern Football League (Division One North)
- 1979–1985: Northern Premier League
- 1985–1998: Southern Football League (Midland Division)
- 1998–2000: Southern Football League (Premier Division)
- 2000–2002: Southern Football League (Eastern Division)
- 2002–2006: Southern Football League (Premier Division)
- 2006–2007: Northern Premier League (Premier Division)
- 2007–2012: Northern Premier League (Division One South)
- 2012–2022 : Northern Premier League (Premier Division)

Jednotlivé ročníky
Zdroj: 
Legenda: Z – zápasy, V – výhry, R – remízy, P – porážky, VG – vstřelené góly, OG – obdržené góly, +/− – rozdíl skóre, B – body, červené podbarvení – sestup, zelené podbarvení – postup, fialové podbarvení – reorganizace, změna skupiny či soutěže
| Sezóny  | Liga                                         | Úroveň | Z  | V  | R  | P  | VG | OG | +/− | B  | Pozice |
| ------- | -------------------------------------------- | ------ | -- | -- | -- | -- | -- | -- | --- | -- | ------ |
| 2009/10 | Northern Premier League (Division One South) | 8      | 42 | 17 | 11 | 14 | 62 | 56 | +6  | 62 | 11.    |
| 2010/11 | Northern Premier League (Division One South) | 8      | 42 | 23 | 10 | 9  | 69 | 48 | +21 | 79 | 5.     |
| 2011/12 | Northern Premier League (Division One South) | 8      | 42 | 29 | 7  | 6  | 92 | 44 | +48 | 93 | 1.     |
| 2012/13 | Northern Premier League (Premier Division)   | 7      | 42 | 9  | 9  | 24 | 56 | 75 | −19 | 36 | 19.    |
| 2013/14 | Northern Premier League (Premier Division)   | 7      | 46 | 17 | 10 | 19 | 77 | 78 | −1  | 61 | 15.    |
| 2014/15 | Northern Premier League (Premier Division)   | 7      | 46 | 15 | 14 | 17 | 64 | 72 | −8  | 59 | 12.    |
| 2015/16 | Northern Premier League (Premier Division)   | 7      | 46 | 13 | 12 | 21 | 51 | 85 | −34 | 51 | 18.    |
| 2016/17 | Northern Premier League (Premier Division)   | 7      | 46 | 22 | 10 | 14 | 75 | 57 | +18 | 76 | 8.     |
| 2017/18 | Northern Premier League (Premier Division)   | 7      | 46 | 24 | 9  | 13 | 90 | 55 | +35 | 81 | 4.     |
| 2018/19 | Northern Premier League (Premier Division)   | 7      | 40 | 12 | 6  | 22 | 39 | 72 | -33 | 42 | 18.    |
| 2019/20 | Northern Premier League (Premier Division)   | 7      | 32 | 7  | 9  | 16 | 38 | 71 | -33 | 30 | 19.    |
| 2020/21 | Northern Premier League (Premier Division)   | 7      | 8  | 0  | 3  | 5  | 5  | 14 | -9  | 3  | 21.    |
| 2021/22 | Northern Premier League (Premier Division)   | 7      | 42 | 8  | 10 | 24 | 45 | 80 | -36 | 34 | 22.    |